# 우드베리타이프

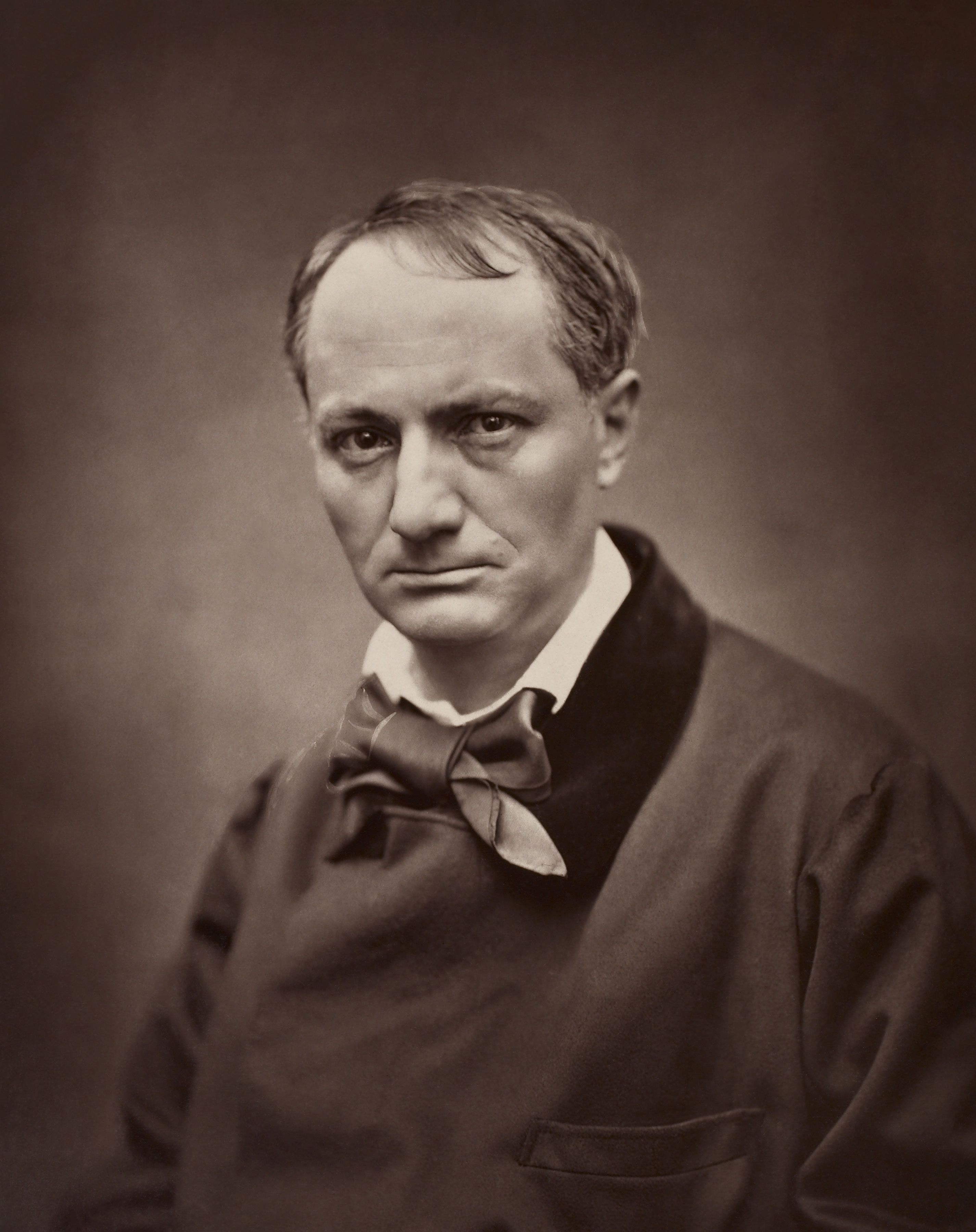
샤를 보들레르의 우드베리타이프.

우드베리타이프(Woodburytype)란 근소하게 새김된 판을 통하여 연속 색조 상을 찍어내는 사진 제판 기술이자 그 기술로 박아낸 사진을 일컫는 용어이다. 사진 음화 아래에 크롬산염젤라틴을 노출시키면 크롬산염젤라틴이 빛의 양에 비례하여 굳는다. 뜨거운 물 속에서 현상시켜 굳지 않은 젤라틴을 제거하고 말린다. 이렇게 만들어진 볼록판을 5000 제곱 인치 당 파운드의 힘으로 납판에 찍어내면 오목판 인쇄용 판이 만들어진다. 이 판은 일종의 주형으로 작용하며, 이 주형에 유색 젤라틴을 채워넣은 뒤 그 젤라틴 층을 종잇장에 찍어낸다.
우드베리타이프는 1864년에 월터 벤틀리 우드버리가 개발했다. 최초로 인쇄에 사용된 것은 1866년이고, 1870년에서 1900년 사이에 널리 사용되었다.